# Nitin Ganatra
Nitin Chandra Ganatra (Kenia, 30 de junio de 1967) es un actor británico nacido en Kenia, más conocido por interpretar a Masood Ahmed en la serie EastEnders.

## Biografía
Es hijo de padres indios, su familia se mudó de Kenia al Reino Unido cuando Nitin tenía cuatro años. 
Es muy buen amigo de la actriz Nina Wadia y del actor Sanjeev Bhaskar.
El 17 de julio de 2004 se casó con Meera, con quien tiene dos hijos.

## Carrera
Apareció en el primer comercial de ipod del Reino Unido.
En 2002 apareció en varias series y miniseries, entre ellas Comedy Law, Silent Witness, Being April, The Jury y Rescue Me. En 2004 interpretó al señor Kohli en la película Bride & Prejudice. En 2005 interpretó al príncipe Pondicherry en la película Charlie and the Chocolate Factory, del exitoso director Tim Burton. Ese mismo año interpretó a Haroun Rehman en la película The Mistress of Spices. En 2007 se unió a la serie Mumbai Calling, donde interpretó a Dev Raja hasta 2008. También obtuvo un pequeño papel en la película The Hunting Party, donde interpretó a un oficial indio. El 16 de octubre de 2007, se unió al elenco principal de la exitosa serie británica EastEnders, donde interpreta a Masood Ahmed hasta ahora.
En 2010 apareció como invitado en EastEnders: E20, el spinoff de EastEnders, donde interpretó de nuevo a Masood. El 2 de septiembre de 2016, se anunció que dejaría la serie ese mismo año. A principios de octubre de 2017 se anunció que regresaría a la serie ese mismo año.

## Filmografía

### Series de televisión
| Año                      | Título                       | Personaje            | Notas                                         |
| ------------------------ | ---------------------------- | -------------------- | --------------------------------------------- |
| 2022                     | Wednesday                    | —                    | 1 episodio                                    |
| 2020                     | La peor bruja                | Profesor Daisy       |                                               |
| 2007 - 2016, 2017 - 2019 | EastEnders                   | Masood Ahmed         | 740 episodios                                 |
| 2010 - 2011              | EastEnders: E20              | Masood Ahmed         | 3 episodios                                   |
| 2011                     | Twenty Twelve                | Martin Sopper        | episodio # 1.3                                |
| 2007 - 2008              | Mumbai Calling               | Dev Raja             | 8 episodios                                   |
| 2007                     | New Tricks                   | Doctor Lau           | episodio "Nine Lives"                         |
| 2007                     | The Afternoon Play           | Samir                | episodio "The Real Deal"                      |
| 2006                     | The Bill                     | Charlie May          | episodio "457"                                |
| 2006                     | Jane Hall                    | Sid Gokahani         | 6 episodios                                   |
| 2006                     | New Street Law               | Robson               | episodio # 1.7                                |
| 2006                     | Son of the Dragon            | Príncipe de la India | miniserie                                     |
| 2005                     | Meet the Magoons             | Nitin                | 6 episodios                                   |
| 2005                     | Twosted Tales                | Harry Nagra          | episodio "Murder Me"                          |
| 2003 - 2004              | Holby City                   | Sami Sattar          | 9 episodios                                   |
| 2003                     | Canterbury Tales             | Pushpinder           | miniserie - episodio "The Sea Captain's Tale" |
| 2003                     | Greasey Monkeys              | Doctor               | episodio "Heart of the Matter"                |
| 2002                     | Comedy Law                   | Nitin                | episodio "Meet the Magoons"                   |
| 2002                     | Silent Witness               | Det. Roy Pereira     | 2 episodios                                   |
| 2002                     | Being April                  | Sunil                | 6 episodios                                   |
| 2002                     | Rescue Me                    | Jimmy                | 6 episodios                                   |
| 2002                     | The Jury                     | Tariq Shah           | 5 episodios - miniserie                       |
| 2001                     | Randall & Hopkirk (Deceased) | Ramon                | episodio "Painkillers"                        |
| 2001                     | Murder in Mind               | Riaz Chowdry         | episodio "Sleeper"                            |
| 2000                     | The Sins                     | Empleado             | miniserie                                     |
| 1999                     | Extremely Dangerous          | Ali Khan             | 4 episodios                                   |
| 1997                     | This Life                    | Salim                | episodio "Room with a Queue"                  |
| 1996                     | Thief Takers                 | Doctor               | episodio "No One Likes to See That"           |

### Películas
| Año  | Título                                | Personaje            | Notas                                                               |
| ---- | ------------------------------------- | -------------------- | ------------------------------------------------------------------- |
| 2024 | Seize Them!                           | Witgar el panadero   |                                                                     |
| 2012 | The Cow That Almost Missed Christmas  | Padre/Ram/Camello    | junto a Isy Suttie, Johnny Vegas, Miriam Margolyes y Simon Greenall |
| 2009 | Mad Sad & Bad                         | Atul                 | junto a Meraa Syal                                                  |
| 2008 | Shifty                                | Rez                  | junto a Riz Ahmed, Daniel Mays y Jason Flemyng                      |
| 2007 | The Shadow in the North               | -                    | junto a Matt Smith y Jared Harris                                   |
| 2007 | The Hunting Party                     | Oficial Indio        | junto a Richard Gere                                                |
| 2007 | The Grey Man                          | Gary Page            | junto a Daniel Ryan y Billy Murray                                  |
| 2007 | Astronuts                             | Ches                 | -                                                                   |
| 2006 | The Secret Policeman's Ball           | Mr. Chowdhury        | junto a Russell Brand                                               |
| 2006 | Land of the Blind                     | Oficial de Prisión   | junto a Ralph Fiennes y Marc Warren                                 |
| 2006 | The Papdits                           | Gopi Papdit          | junto a Priya Ayyar y Nazneen Contractor                            |
| 2006 | Piccadilly Jim                        | Banje Singh          | junto a Sam Rockwell y Allison Janney                               |
| 2005 | Colour Me Kubrick: A True...ish Story | Deepak               | junto a John Malkovich                                              |
| 2005 | The Mistress of Spices                | Haroun Rehman        | junto a Aishwarya Rai y Dylan McDermott                             |
| 2005 | Charlie and the Chocolate Factory     | Príncipe Pondicherry | junto a Johnny Depp                                                 |
| 2005 | Compartment                           | Omar                 | corto - junto a Charlie Condou y Stuart Laing                       |
| 2004 | Bride & Prejudice                     | Mr. Kohli            | junto a Aishwarya Rai y Martin Henderson                            |
| 2004 | England Expects                       | Anwar                | junto a Steven Mackintosh y Preeya Kalidas                          |
| 2003 | You're Breaking Up                    | Deep                 | -                                                                   |
| 2003 | Indian Dream                          | Dr. Rajiv Reddy      | junto a Koel Purie y Chris Bisson                                   |
| 2003 | Second Generation                     | Firoz Khan           | junto a Parminder Nagra, William Beck y Danny Dyer                  |
| 2002 | Inferno                               | Naz                  | corto - junto a Sanjeev Bhaskar y Emily Booth                       |
| 2002 | Me & Mrs. Jones                       | Adam Crawley         | junto a Robson Green, Keeley Hawes y Peter Firth                    |
| 2002 | Pure                                  | Abu                  | junto a David Wenham y Keira Knightley                              |
| 2002 | Stag                                  | Sammi                | corto - junto a Stuart Laing                                        |
| 2002 | Shooters                              | Ajay                 | junto a Gerard Butler y Ioan Gruffudd                               |
| 2001 | Sweet Revenge                         | Príncipe Pondicherry | junto a Sophie Okonedo, Enzo Cilenti y Steve Mackintosh             |
| 2001 | The Love Doctor                       | Vivek                | corto - junto a Enzo Cilenti y Emma Catherwood                      |
| 2000 | Second Generation                     | Jamal                | junto a Saeed Jaffrey                                               |
| 1998 | Guru in Seven                         | Sanjay               | junto a Dhirendra                                                   |
| 1996 | Secrets & Lies                        | Esposo Potencial     | junto a Timothy Spall                                               |
| 1990 | Truly Madly Deeply                    | Fantasma             | junto a Alan Rickman                                                |

### Escritor
| Año  | Serie          | Notas       |
| ---- | -------------- | ----------- |
| 2008 | Mumbai Calling | 2 episodios |

### Apariciones
| Año         | Título           | Notas                   |
| ----------- | ---------------- | ----------------------- |
| 2009 - 2011 | The Wright Stuff | panelista - 9 episodios |

### Teatro
| Año  | Obra                       | Personaje | Notas                    |
| ---- | -------------------------- | --------- | ------------------------ |
| 2002 | Sanctuary                  | Kabir     | -                        |
| 2000 | Blessings                  | Stephen   | Old Red Lion Theatre     |
| 2000 | To The Green Fields Beyond | Lion      | Donmar Warehouse Theatre |
| 1999 | The Square Circle          | -         | Haymarket Theatre        |

## Premios y nominaciones
| Año  | Categoría                                       | Premio             | Serie      | Resultado |
| ---- | ----------------------------------------------- | ------------------ | ---------- | --------- |
| 2018 | Best Comedy Performance                         | British Soap Award | EastEnders | Nominado  |
| 2013 | Best Actor                                      | British Soap Award | EastEnders | Nominado  |
| 2013 | Best On-Screen Partnership (junto a Nina Wadia) | British Soap Award | EastEnders | Nominados |
| 2010 | Best Actor                                      | British Soap Award | EastEnders | Nominado  |
| 2010 | Best Actor                                      | Inside Soap Award  | EastEnders | Nominado  |
| 2009 | Best On-Screen Partnership (junto a Nina Wadia) | British Soap Award | EastEnders | Ganadores |